# Resolution 1272 des UN-Sicherheitsrates

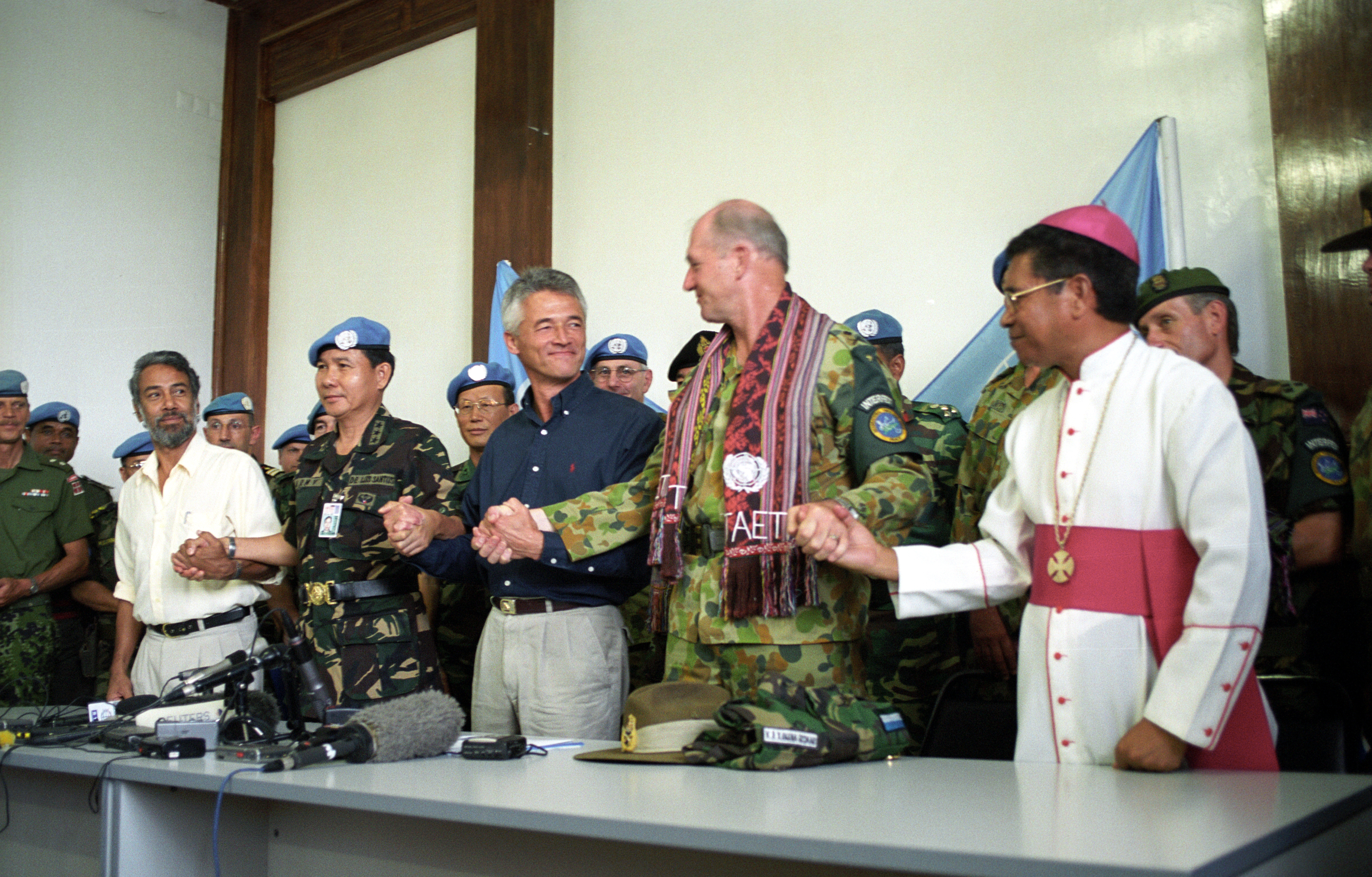
Übergabe der Kontrolle von INTERFET an UNTAET

Die Resolution 1272 des UN-Sicherheitsrates ist eine Resolution zur Situation in Osttimor, die der Sicherheitsrat der Vereinten Nationen am 25. Oktober 1999 auf seiner 4057. Sitzung einstimmig angenommen hat. Mit der Resolution beschloss der Sicherheitsrat die Einrichtung einer Übergangsverwaltung Osttimors durch die Vereinten Nationen.

## Hintergrund
1975 hatte Indonesien Osttimor neun Tage nach seiner Unabhängigkeitserklärung besetzt und 1976 als Provinz annektiert. International wurde dies nicht anerkannt. Im Land kam es zu einem Guerillakrieg zwischen der indonesischen Armee und der osttimoresischen FALINTIL. Nach dem Fall der indonesischen Diktatur unter Präsident Suharto wurde unter Schirmherrschaft der Vereinten Nationen 1999 ein Unabhängigkeitsreferendum in Osttimor organisiert, bei dem sich die Bevölkerung für die Unabhängigkeit aussprach. Es folgte eine letzte Gewaltwelle durch pro-indonesische Milizen (Wanra) und Sicherheitskräften, die erst durch das Eingreifen einer multinationalen Truppe (INTERFET) unter australischer Führung beendet wurde. Aufgrund der indonesischen Besetzung kamen laut dem Ergebnis einer Untersuchungskommission 183.000 Menschen ums Leben.

## Inhalt
Bei der Annahme der Resolution nahm der Sicherheitsrat auf seine früheren Entscheidungen zu Osttimor Bezug. Darunter befinden sich die Resolutionen 384 (1975) vom 22. Dezember 1975, 389 (1976) vom 22. April 1976, 1236 (1999) vom 7. Mai 1999, 1246 (1999) vom 11. Juni 1999, 1262 (1999) vom 27. August 1999 und 1264 (1999) und die Abkommen zwischen Indonesien und Portugal über die Osttimorfrage vom 5. Mai 1999 und zwischen den Vereinten Nationen, Indonesien und Portugal über die Modalitäten des Referendums in Osttimor.
In der Resolution begrüßt der Weltsicherheitsrat nochmals die Durchführung des Referendums und nimmt das Ergebnis zur Kenntnis, bei dem die Osttimoresen sich für die Unabhängigkeit entschieden haben. Ebenfalls begrüßt der Weltsicherheitsrat die Entscheidung der indonesischen Beratenden Volksversammlung vom 19. Oktober 1999 zu Osttimor.
Der Weltsicherheitsrat betont die Bedeutung der Versöhnung innerhalb des osttimoresischen Volkes und lobt den Mut und die Entschlossenheit der Mission der Vereinten Nationen in Osttimor (UNAMET) bei der Umsetzung ihres Mandats. Gleichzeitig begrüßt der Sicherheitsrat den Einsatz der multinationalen Truppe INTERFET, gemäß Resolution 1264 (1999) und nimmt die Wichtigkeit der Zusammenarbeit zwischen INTERFET und der indonesischen Regierung zur Kenntnis.
Der Weltsicherheitsrat ist zutiefst besorgt über die ernste humanitäre Lage infolge der Gewalt in Osttimor und der Vertreibung und Umsiedlung von Zivilisten im großen Maßstab, darunter zahlreiche Frauen und Kinder. Er betont daher nochmals die Verpflichtung aller Parteien, dass die Rechte von Flüchtlingen und Vertriebenen geschützt sind und dass sie sicher in ihre Heimat zurückkehren können, wenn sie das wünschen.
Die Achtung der Souveränität und territoriale Integrität Indonesiens wird bekräftigt. Die Bedeutung der Sicherung der Grenzen Osttimors und die erklärte Absicht der indonesischen Behörden, mit der INTERFET, gemäß der Resolution 1264 (1999), und der Übergangsverwaltung der Vereinten Nationen für Osttimor (UNTAET) zu kooperieren wird zur Kenntnis genommen.
Der Weltsicherheitsrat drückt seine Besorgnis aufgrund von Berichten aus, über systematische, weitverbreitete und nachgewiesene Verletzungen des Völkerrechts und der Menschenrechte in Osttimor. Die Täter müssen für ihre Vergehen persönlich zur Rechenschaft gezogen werden und alle Parteien sind aufgerufen, Ermittlungen zu diesen Berichten durchzuführen. Auf den Grundsatz nach der Konvention über die Sicherheit von UN-Mitarbeitern vom 9. Dezember 1994 wird verwiesen.
Der Weltsicherheitsrat stellt fest, dass die Situation in Osttimor eine Bedrohung für den Frieden und die Sicherheit darstellt.
Gemäß Kapitel VII der Charta der Vereinten Nationen wird beschlossen:
1. In Übereinstimmung mit dem Bericht des Generalsekretärs wird eine Übergangsverwaltung der Vereinten Nationen für Osttimor (UNTAET) errichtet, der die Gesamtverantwortung für die Verwaltung Osttimors übertragen wird. Sie wird ermächtigt, die legislative und exekutive Gewalt auszuüben, inklusive der Justizverwaltung.
2. Das Mandat der UNTAET beinhaltet außerdem:
 (a) Herstellung der Sicherheit und Recht und Ordnung im gesamten Territorium Osttimors
 (b) Errichtung einer effektiven Verwaltung
 (c) Unterstützung der Errichtung von zivilen und sozialen Strukturen
 (d) Sicherstellung der Koordinierung und Vergabe humanitärer Hilfe, Rehabilitation und Entwicklungshilfe
 (e) Unterstützung zur Schaffung einer selbständigen Regierung
 (d) Unterstützung bei der Etablierung von Bedingungen für eine nachhaltige Entwicklung
3. Die UNTAET soll Strukturen gemäß den Vorgaben von Teil IV des Berichts des Generalsekretärs haben. Dies beinhaltet die Hauptkomponenten:
 (a) eine Regierung und eine Öffentliche Verwaltung, einschließlich einer internationalen Polizeitruppe mit 1.640 Beamten.
 (b) humanitäre Hilfe und Einheiten zum Einsatz bei Notfällen
 (c) einen militärischen Teil mit bis zu 8.950 Soldaten und 200 Militärbeobachtern.
4. Die UNTAET wird dazu ermächtigt, alle notwendigen Maßnahmen zur Erfüllung des Mandats zu ergreifen.
5. Bei der Entwicklung und Durchführung ihrer Aufgaben ist die UNTAET auf das Wissen und die Kapazitäten der UN-Mitgliedsstaaten, der Vereinten Nationen und anderer internationaler Organisationen, inklusive der internationalen Finanzinstitutionen angewiesen.
6. Begrüßt die Absicht des Generalsekretärs, einen Sonderbeauftragten, der als Transitional Administrator, ist verantwortlich für alle Aspekte der Arbeit der Vereinten Nationen in Osttimor und die Macht haben, neue Gesetze und Verordnungen zu erlassen und zu ändern, auszusetzen benennen oder aufheben bestehende.
7. Der Weltsicherheitsrat betont die Bedeutung der Zusammenarbeit zwischen Indonesien, Portugal und der UNTAET bei der Umsetzung dieser Resolution.
8. Der Weltsicherheitsrat betont die Notwendigkeit, dass die UNTAET eng mit dem Volk von Osttimor zusammenarbeitet, um ihr Mandat effektiv im Hinblick auf die Entwicklung der lokalen demokratischen Institutionen, einschließlich einer unabhängigen osttimoresischen Institution für Menschenrechte, und die Übertragung die Verwaltungs- und Funktionen des Öffentlichen Diensts an diese zu übertragen.
9. Die UNTAET und die multinationale Truppe sind aufgefordert, eng miteinander zu kooperieren, auch mit dem Ziel, die INTERFET so schnell wie möglich durch die militärische Komponente der UNTAET zu ersetzen.
10. Der Weltsicherheitsrat bekräftigt die dringende Notwendigkeit für koordinierte humanitäre Hilfe und Wiederaufbauhilfe und fordert alle Parteien auf, mit den humanitären und Menschenrechtsorganisationen zusammenarbeiten, damit ihre Sicherheit, der Schutz von Zivilpersonen, insbesondere von Kindern, die sichere Rückkehr der Flüchtlinge und Vertriebenen und die effektive Lieferung der humanitären Hilfe gewährleistet ist.
11. Der Weltsicherheitsrat begrüßt die Entscheidung der indonesischen Behörden, dass die Flüchtlinge und Vertriebenen in Westtimor und anderswo in Indonesien die Wahl haben, ob nach Osttimor zurückkehren, an dem Ort bleiben, wo sie sind oder in andere Teile Indonesiens umgesiedelt werden wollen.
12. Der Weltsicherheitsrat betont, dass es in der Verantwortung der indonesischen Behörden liegt, unverzüglich wirksame Maßnahmen zu ergreifen, um die sichere Rückkehr der Flüchtlinge aus Westtimor und anderen Teilen Indonesiens nach Osttimor und die Sicherheit der Flüchtlinge und der zivilen und humanitären Hilfskräfte in den Flüchtlingslagern und Siedlungen zu gewährleisten, insbesondere durch eine Einschränkung der gewalttätigen und einschüchternde Aktivitäten der Milizen dort.
13. Die Absicht des Generalsekretärs wird begrüßt, einen Treuhandfonds zu schaffen, unter anderem für die Sanierung der grundlegenden Infrastruktur, einschließlich der Gebäude der grundlegenden Institutionen, das Funktionieren der öffentlichen Dienste und Werkzeuge, und die Gehälter der örtlichen Beamten.
14. Die Mitgliedstaaten und internationalen Behörden und Organisationen werden ermutigt, Personal, Ausrüstung und andere Ressourcen für die Übergangsverwaltung zur Verfügung zu stellen, wie vom Generalsekretär erbeten, unter anderem für den Bau der grundlegenden Institutionen und Kapazitäten. Die Bemühungen müssen möglichst eng koordiniert werden.
15. Die Bedeutung der Ausbildung des UNTAET-Personals in humanitären, Menschenrechts- und Flüchtlingsrecht, einschließlich der Kinder- geschlechtsspezifische Bestimmungen, Verhandlungs- und Kommunikationsfähigkeiten, kulturelles Bewusstsein und zivil-militärische Koordination wird betont.
16. Jegliche Gewalt und Handlungen zur Unterstützung der Gewalt in Osttimor wird verurteilt. Der Weltsicherheitsrat fordert ihr sofortiges Ende und verlangt, dass die Verantwortlichen für die Gewalt zur Rechenschaft gezogen werden.
17. Die UNTAET wird für einen Zeitraum bis zum 31. Januar 2001 geschaffen.
18. Der Generalsekretär wird aufgefordert, den Rat genau und regelmäßig über die Fortschritte bei der Ausführung dieser Resolution zu unterrichten, insbesondere im Hinblick auf die Bereitstellung der UNTAET und mögliche künftige Reduzierungen ihrer militärischen Komponente, wenn die Situation in Osttimor sich verbessert hat. Innerhalb von drei Monaten soll ein Bericht erfolgen und ein neuer alle weiteren sechs Monate.
19. Der Weltsicherheitsrat entscheidet, weiterhin bei dieser Angelegenheit aktiv zu bleiben.

## Folgen
Osttimor blieb bis 2002 unter UN-Verwaltung des UN-Sonderbeauftragten Sérgio Vieira de Mello und wurde am 20. Mai in die Unabhängigkeit entlassen. Die letzten Truppen der INTERFET und der Großteil des UN-Personals verließen das Land bis 2006. Kurz darauf brachen Unruhen aus, die die erneute Entsendung einer militärischen Eingreiftruppe erforderte. Sie wird ihre Mission im Dezember 2012 beenden.